# Ни-вануату

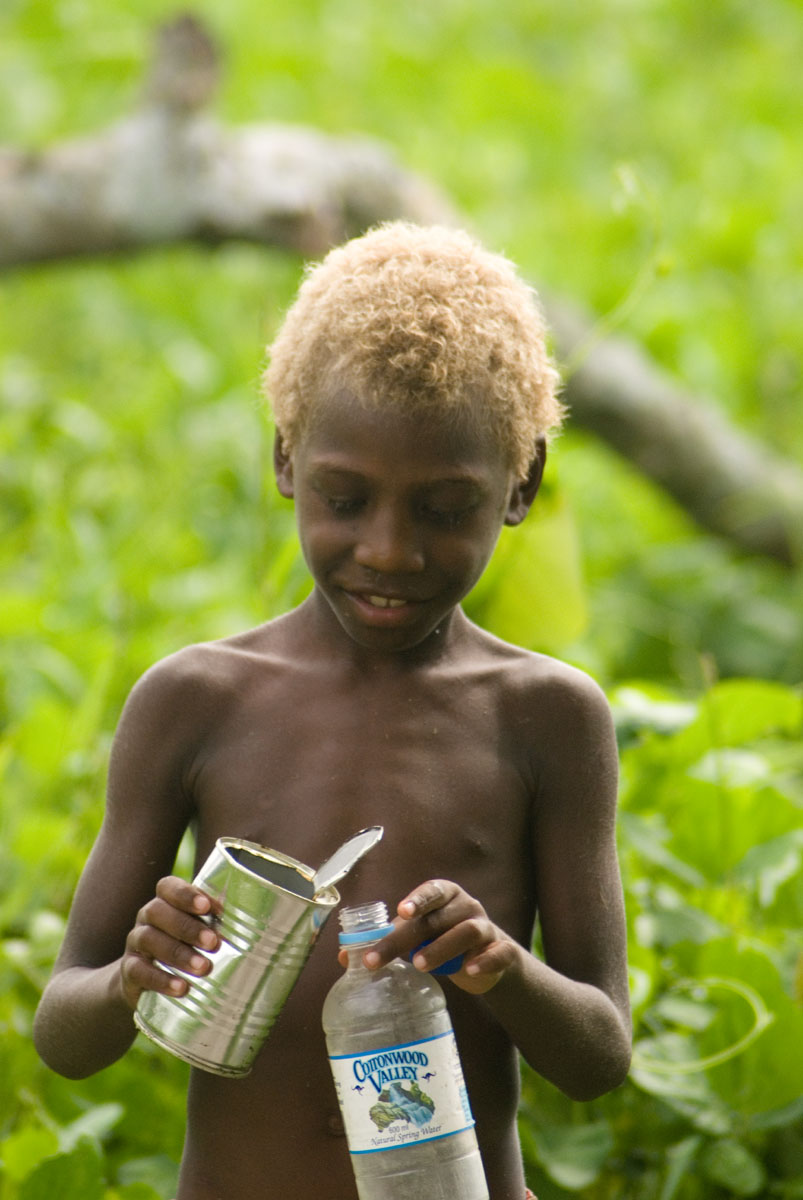
Мальчик ни-вануату.

Ни-вануату (бисл. ni-vanuatu от фр. née Vanuatu) — собирательное название коренного населения республики Вануату, архипелага Новые Гебриды. Относятся к меланезийцам.
Численность — 142,6 тыс. человек. Заселяют 67 из 83 островов архипелага Вануату, в основном — прибрежные районы. Состоят из 115 этнических групп и народов. Говорят на языках южноокеанийской подветви океанийской подзоны австронезийской семьи. Языковая дробность очень велика, соседние племена могут не понимать друг друга.
Распространён государственный язык — бислама (креольский язык на основе английской лексики и меланезийской грамматики), а также английский и французский языки.
Религия — христианство разных направлений, местные культы.

## Происхождение
Древний слой населения архипелага составляли папуасы. Позднее они смешались со следующей волной переселенцев, протоокеанийцев, говоривших на австронезийских языках.

## Традиционное хозяйство
Основное занятие — подсечно-огневое земледелие тропического типа, на Анатоме — ирригационное. Основные культуры — ямс, таро, кокосовая пальма, хлебное и дынное деревья, панданус, бананы, сахарный тростник, рис. Дополнительно выращивают бобы, какао, кофе, европейские овощи, тропические фрукты (манго, авокадо, грейпфруты, лимоны, ананасы, апельсины).
Распространено рыболовство и сбор продуктов моря. Разводят свиней, кур, овец, кошек, собак. Налажен промышленный лов рыбы и её вывоз. Вывозят сандаловое дерево.

## Быт
Поселения — различной планировки. Дома обычно группируются вокруг деревенской танцевальной площади (насара) с мужским клубом (накамали). Дома — каркасные, столбовые, прямоугольные, с двускатной крышей до земли, из циновок (панданус, пальма). На севере — на каменной платформе. У полинезийцев дома — овальные. Огороды — с заборами.
Пища — печёные таро, ямс, варёный рис, мясо, рыба. Готовят в земляных печах, на раскалённых камнях, завернув пищу в банановые листья. Используют масло кокосового ореха. Распространено блюдо лап-лап — запеканка из тёртых клубнеплодов с маслом.
Одежда — фаллокрипты из травы или узких циновок у мужчин («фиговый листочек»). Женщины носят юбки из циновок, набедренные повязки, передники. Характерны татуировка, раскраска, украшения. Типичные украшения — браслеты из бисера, ожерелья из клыков кабана, бамбуковые гребни, плюмажи из перьев, подвески, вставки в нос.
Ремёсла — выделка тапы из луба банана или хлебного дерева, гончарство, резьба по дереву. Резьбой украшаются маски, погребальные статуи (рамбарами), лодки-долблёнки.
Из оружия используются луки и стрелы, копья, дротики, остроги, палицы, пращи, защитные браслеты.
Фольклор богатый.

## Общественные отношения
Социальная организация разная. На юге — система вождества с наследованием титула и статуса. На севере — иерархические ранговые союзы мужчин, каждый выкупал свой ранг. Платили раковинами, свиньями и т. д. Мужчины лидировали, бытовали мужские тайные союзы, сукве, тамате, кват и др. Семья моногамная, но допускалась полигиния до 25 жён.